# Труа-3
Труа́-3 (фр. Troyes-3) — один из 17 кантонов департамента Об, региона Гранд-Эст, Франция. Административный центр находится в коммуне Труа. INSEE код кантона — 1014. Кантон полностью находится в округе Труа. В кантон Труа-3 входит часть коммуны Труа и коммуна Ла-Шапель-Сен-Люк.

## История
Кантон Труа-3 был создан в 1801 году. До реформы 2015 года в кантон входила часть Труа. По закону от 17 мая 2013 и декрету от 14 февраля 2014 года количество кантонов в департаменте Об уменьшилось с 34 до 17. Новое территориальное деление департаментов на кантоны вступило в силу во время выборов 2015 года. 22 марта 2015 года часть коммуны Труа была переопределена, была добавлена коммуна Ла-Шапель-Сен-Люк.

## Коммуны кантона
| №     | Индекс | Коммуна           | Оригинальное название | Население, чел. (2012)           | Площадь, км² | Плотность, чел./км² |
| ----- | ------ | ----------------- | --------------------- | -------------------------------- | ------------ | ------------------- |
| 10081 | 10600  | Ла-Шапель-Сен-Люк | La Chapelle-Saint-Luc | 12 878                           | 10,48        | 1229                |
| 10387 | 10000  | Труа              | Troyes                | 8145 (полное население — 60 009) |              |                     |

## Население
В таблице приведена динамика численности населения по 2012 год. В 2015 году территория кантона была изменена, а население соответственно возросло до 21 023 человек (население во время переписи 2012 года на территории, определённой в 2015 году).
| 1990   | 1999   | 2006   | 2011   | 2012   |
| ------ | ------ | ------ | ------ | ------ |
| 13 851 | 14 789 | 14 846 | 14 328 | 14 275 |

## Политика
Согласно закону от 17 мая 2013 года избиратели каждого кантона в ходе выборов выбирают двух членов генерального совета департамента разного пола. Они избираются на 6 лет большинством голосов по результату одного или двух туров выборов.
В первом туре кантональных выборов 22 марта 2015 года в Труа-3 баллотировались 5 пар кандидатов (явка составила 43,25 %). Во втором туре 29 марта, Аниа Куадер и Оливье Ришар были избраны с поддержкой 63,19 % на 2015—2021 годы. Явка на выборы составила 43,70 %.
| Мандат | Мандат | Кандидаты                        |                | Партия                        | Первый тур | Первый тур     | Второй тур | Второй тур |
| Мандат | Мандат | Кандидаты                        | Кол-во голосов | Партия                        | % голосов  | Кол-во голосов | % голосов  |            |
| ------ | ------ | -------------------------------- | -------------- | ----------------------------- | ---------- | -------------- | ---------- | ---------- |
| 2015   | 2021   | Аниа Куадер и Оливье Ришар       |                | Союз за народное движение     | 1403       | 30,94          | 2760       | 63,19      |
| 2015   | 2021   | Мирей Казар и Фредерик Лакен     |                | Национальный фронт            | 1398       | 30,83          | 1608       | 36,81      |
| 2015   | 2021   | Дани Жесно и Мари-Франсуаз Потра |                | Союз левых                    | 1153       | 25,43          | -          | -          |
| 2015   | 2021   | Жан-Луи Дефонтен и Кристин Тома  |                | Союз демократов и независимых | 305        | 6,73           | -          | -          |
| 2015   | 2021   | Доминик Деарб и Надиа Раба-Арто  |                | Беспартийные левые            | 275        | 6,07           | -          | -          |